# Grosso
Grosso is een gemeente in de Italiaanse provincie Turijn (regio Piëmont) en telt 1002 inwoners (31-12-2004). De oppervlakte bedraagt 4,3 km², de bevolkingsdichtheid is 233 inwoners per km².

## Demografie
Grosso telt ongeveer 425 huishoudens. Het aantal inwoners steeg in de periode 1991-2001 met 16,9% volgens cijfers uit de tienjaarlijkse volkstellingen van ISTAT.
| Jaar | Inwoneraantal |
| ---- | ------------- |
| 1991 | 845           |
| 2001 | 988           |

## Geografie
Grosso grenst aan de volgende gemeenten: Corio, Mathi, Nole en Villanova Canavese.

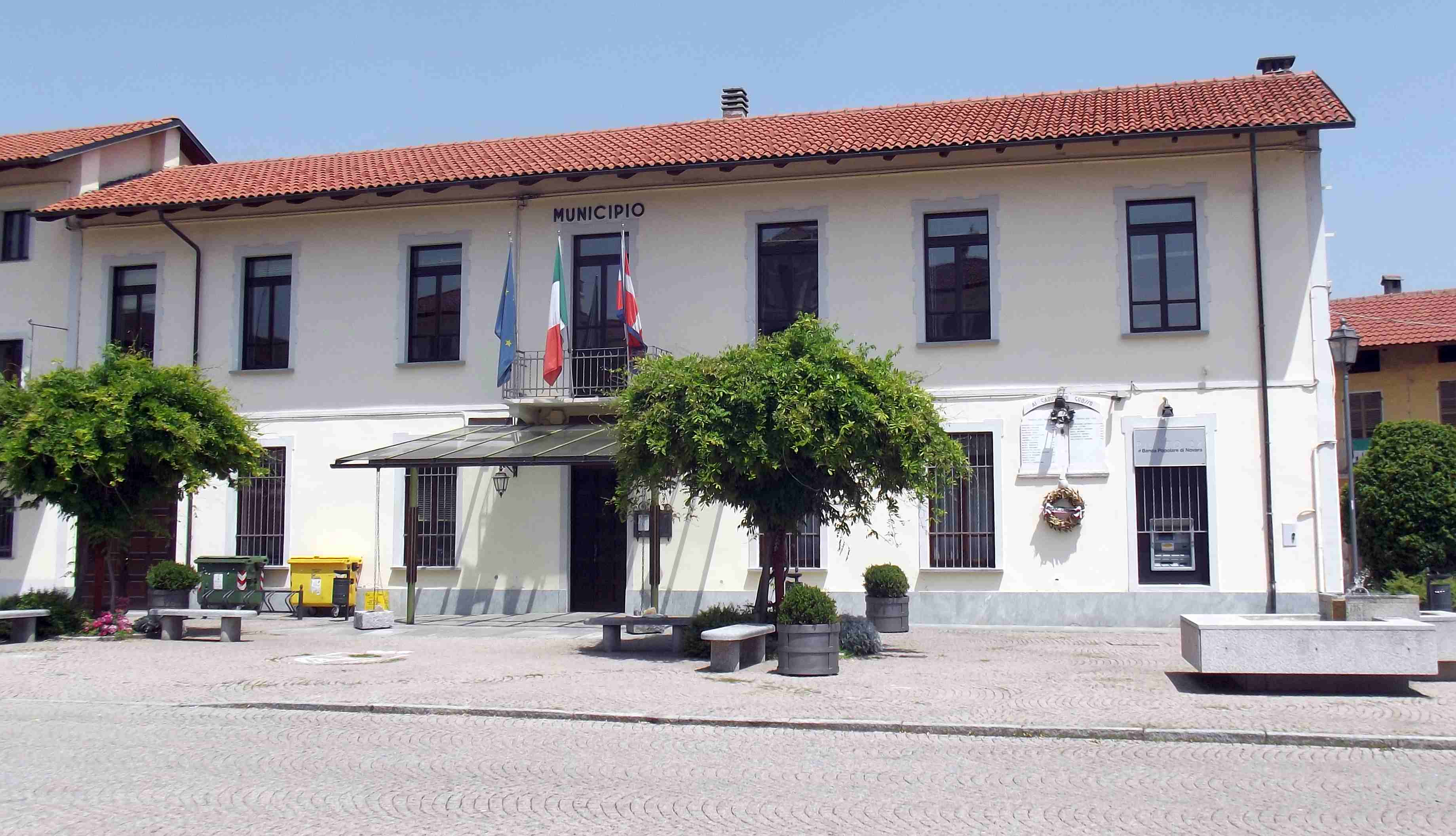
Gemeentehuis